# Păcureni
Păcureni (węg. Pókakeresztúr) – wieś w Rumunii, w okręgu Marusza, w gminie Glodeni. W 2011 roku liczyła 252 mieszkańców.